# Filmografia de BTS
A seguir se apresenta a filmografia da boy band sul-coreana Bangtan Boys, produzida por Bang Si-Hyuk e criada pela empresa Big Hit Entertainment.

### Filmes
| Ano  | Título                       | Membros | Notas |
| ---- | ---------------------------- | ------- | ----- |
| 2018 | Burn the Stage: The Movie    | Todos   | [ 1 ] |
| 2019 | Love Yourself in Seoul       | Todos   | [ 2 ] |
| 2019 | Bring the Soul: The Movie    | Todos   | [ 3 ] |
| 2020 | Break the Silence: The Movie | Todos   | [ 4 ] |

### Exposições
| Ano  | Título                                          | País           | Notas |
| ---- | ----------------------------------------------- | -------------- | ----- |
| 2015 | Butterfly Dream: BTS Open Media Exhibition      | Coréia do Sul  | [ 5 ] |
| 2018 | BTS Exhibition: 24/7=Serendipity (Five, Always) | Coréia do Sul  | [ 6 ] |
| 2019 | BTS Exhibition: 24/7=Serendipity (Five, Always) | China          | [ 7 ] |
| 2019 | BTS Exhibition: 24/7=Serendipity (Five, Always) | Estados Unidos | [ 8 ] |

### Televisão
| Ano  | Título                       | Canal        | Notas         |
| ---- | ---------------------------- | ------------ | ------------- |
| 2013 | Rookie King: Channel Bangtan | SBS MTV      | [ 9 ]         |
| 2014 | BTS China Job                | YinYueTai    | [ 10 ]        |
| 2014 | American Hustle Life         | Mnet         | [ 11 ]        |
| 2014 | BTS GO!                      | Mnet America | [ 12 ]        |
| 2018 | Run BTS!                     | Mnet         | [ 13 ]        |
| 2019 | Run BTS!                     | JTBC         | [ 14 ] [ 15 ] |
| 2020 | In The SOOP BTS Ver.         | JTBC         | [ 16 ]        |
| 2021 | Friends: The Reunion         | HBO Max      | [ 17 ]        |

### Dramas
| Ano  | Título                 | Canal | Membros          | Papel    | Notas |
| ---- | ---------------------- | ----- | ---------------- | -------- | ----- |
| 2016 | Hwarang: The Beginning | KBS2  | Kim Taehyung (V) | Han-sung | [ 9 ] |

| Ano           | Titulo                         | Canal                   | Membros | Notas         |
| ------------- | ------------------------------ | ----------------------- | ------- | ------------- |
| 2014          | BTS Bokbulbok                  | V Live                  | Todos   | [ 18 ]        |
| 2015–2017     | BTS GAYO                       | V Live                  | Todos   | [ 19 ]        |
| 2015-presente | Run BTS!                       | V Live                  | Todos   | [ 19 ]        |
| 2016          | BTS: Bon Voyage                | V Live, Weverse         | Todos   | [ 20 ] [ 21 ] |
| 2018          | BTS: Burn the Stage            | Série Youtube Originals | Todos   | [ 22 ]        |
| 2019          | Bring the Soul: Docu-series    | Weverse                 | Todos   | [ 23 ]        |
| 2020          | Learn Korean With BTS          | Weverse                 | Todos   | [ 24 ] [ 25 ] |
| 2020          | Break the Silence: Docu-Series | Weverse                 | Todos   | [ 24 ] [ 25 ] |
| 2020          | In The SOOP BTS Ver.           | Weverse                 | Todos   | [ 26 ]        |